# Giovanni González
Giovanni Alessandro González Apud (Montevideo, 1994. szeptember 20. –) uruguayi válogatott labdarúgó, az RCD Mallorca játékosa. Édesapja Juan González szintén válogatott labdarúgó.

## Pályafutása

### Klubcsapatokban
2014. szeptember 13-án mutatkozott be a River Plate csapatában a Rentistas elleni bajnoki mérkőzésen. 2018. február 4-én a Peñarol csapatába igazolt. 2022. január 29-én a spanyol RCD Mallorca két és félévre szerződtette. Február 2-án debütált a Rayo Vallecano elleni kupamérkőzésen. Március 6-án a Celta Vigo ellen első bajnoki gólját szerezte meg.

### A válogatottban
2019. március 22-én debütált a válogatottban Üzbegisztán ellen Diego Laxalt cseréjeként. Részt vett a 2019-es és a 2021-es Copa Américán.

## Sikerei, díjai

### Klub
- Peñarol
  - Uruguayi Primera División: 2018, 2021
  - Uruguayi szuperkupa: 2018